# Forever And Ever
Forever And Ever är ett musikalbum från 1998 av den tyska musikgruppen Dune. Albumet släpptes på skivbolaget Orbit Records.
Forever And Ever består liksom det föregående albumet Forever av coverversioner av pop- och rocklåtar framförda som klassisk musik inspelad med The London Session Orchestra.

## Låtlista
Alla låtar är skrivna av Bernd Burhoff och Jens Oettrich om inget annat anges.
1. One of Us (av Benny Andersson och Björn Ulvaeus)
2. Millennium
3. Almaz (av Randy Crawford)
4. Open Letter
5. A Question of Lust (av Martin Gore)
6. Early Voyage
7. Memories Fade (av Roland Orzabal)
8. This Waiting Earth
9. Hello (av Lionel Richie)
10. Behind the Mask
11. Save A Prayer (av Roger Taylor, Andy Taylor och Nigel Taylor)
12. Out of This World
13. Forever Young (av Marian Gold, Frank Mertens och Bernhard Lloyd)
14. Nightfall
15. Here Comes the Flood (av Peter Gabriel)

Efter spår 15 kommer en bonuslåt, ett femton minuter långt pianostycke.